# جون بورتر (سياسي)
جون بورتر (بالإنجليزية: Jon Porter)‏ هو شخصية أعمال وسياسي أمريكي، ولد في 16 مايو 1955 في فورت دودج في الولايات المتحدة. حزبياً، نشط في الحزب الجمهوري.

## مناصب
- في انتخابات مجلس النواب الأمريكي 2002 [الإنجليزية]‏، انتخب عضو مجلس النواب الأمريكي عن دائرة Nevada's 3rd congressional district [الإنجليزية]‏ وقد انضم خلال فترته النيابية [الإنجليزية]‏ (7 يناير 2003 – 3 يناير 2005)  للكتلة البرلمانية الحزب الجمهوري.
- في انتخابات مجلس النواب الأمريكي 2004 [الإنجليزية]‏، انتخب عضو مجلس النواب الأمريكي عن دائرة Nevada's 3rd congressional district [الإنجليزية]‏ وقد انضم خلال فترته النيابية [الإنجليزية]‏ (4 يناير 2005 – 3 يناير 2007)  للكتلة البرلمانية الحزب الجمهوري.
- في انتخابات مجلس النواب الأمريكي 2006 [الإنجليزية]‏، انتخب عضو مجلس النواب الأمريكي عن دائرة Nevada's 3rd congressional district [الإنجليزية]‏ وقد انضم خلال فترته النيابية [الإنجليزية]‏ (4 يناير 2007 – 3 يناير 2009)  للكتلة البرلمانية الحزب الجمهوري.
- انتخب عمدة (1987 – 1991).
- انتخب مجلس بلدي  [لغات أخرى]‏ (1983 – 1993).
- انتخب عضو مجلس ولاية نيفادا (1994 – 2002).
- انتخب عضو مجلس النواب الأمريكي عن دائرة Nevada's 3rd congressional district [الإنجليزية]‏ (3 يناير 2003 – 3 يناير 2009).